# Hrabstwo Appanoose

Piramida wieku hrabstwa

Hrabstwo Appanoose – hrabstwo położone w USA w stanie Iowa z siedzibą w mieście Centerville. Założone w 1843 roku.

## Miasta i miejscowości
| - Centerville - Cincinnati - Exline | - Moravia - Moulton - Mystic | - Numa - Plano - Rathbun | - Udell - Unionville |

## Gminy
| - Bellair - Caldwell - Chariton - Douglas - Franklin | - Independence - Johns - Lincoln - Pleasant - Sharon | - Taylor - Udell - Union - Vermillion - Walnut | - Washington - Wells |

## Drogi główne
- Iowa Highway 2
- Iowa Highway 5
- Iowa Highway 202

## Sąsiednie hrabstwa
- Hrabstwo Monroe
- Hrabstwo Wapello
- Hrabstwo Lucas
- Hrabstwo Davis
- Hrabstwo Schuyler
- Hrabstwo Putnam
- Hrabstwo Wayne